# Chubby Johnson
Charles Randolph Johnson, detto Chubby (Terre Haute, 13 agosto 1903 – Hollywood, 31 ottobre 1974), è stato un attore statunitense.

## Filmografia parziale

### Cinema
- Là dove scende il fiume (Bend of the River), regia di Anthony Mann (1952)
- Non sparare, baciami! (Calamity Jane), regia di David Butler (1953)
- La storia del generale Houston (The First Texan), regia di Byron Haskin (1956)
- L'ultima riva (The River's Edge), regia di Allan Dwan (1957)

### Televisione
- TV Reader's Digest – serie TV, episodio 1x01 (1955)
- Celebrity Playhouse – serie TV, episodio 1x08 (1955)
- Corky, il ragazzo del circo (Circus Boy) – serie TV, episodio 1x26 (1957)
- Sugarfoot – serie TV, episodio 1x01 (1957)
- Rescue 8 – serie TV, episodio 1x09 (1958)
- Tales of Wells Fargo – serie TV, episodio 3x23 (1959)
- Ricercato vivo o morto (Wanted: Dead or Alive) – serie TV, episodio 2x26 (1960)
- June Allyson Show (The DuPont Show with June Allyson) – serie TV, episodio 1x20 (1960)

## Doppiatori italiani
- Mario Besesti ne L'ultima riva, Terra lontana, Flash! Cronaca nera
- Amilcare Pettinelli in Là dove scende il fiume, Drango
- Olinto Cristina ne La storia del generale Houston, Il comandante del Flying Moon
- Aldo Silvani ne Il 7º Lancieri carica!
- Carlo Romano in Nuvola nera
- Vinicio Sofia in Giungla umana
- Amilcare Quarra ne La vera storia di Jess il bandito
- Luigi Pavese ne La valle dei delitti
- Gianni Bonagura in Là dove scende il fiume (ridoppiaggio)